# Boris Czatałbaszew
Boris Czatałbaszew, bułg. Борис Чаталбашев (ur. 30 stycznia 1974 w Plewen) – bułgarski szachista, arcymistrz od 1997 roku. Aktualnie reprezentuje Danię.

## Kariera szachowa
Jest czterokrotnym mistrzem Bułgarii w kategorii seniorów, pierwszy tytuł zdobył w 1991, zostając najmłodszym w historii mistrzem. Drugi złoty medal wywalczył w 1998, trzeci – w 2007, a czwarty – w 2010 roku. Oprócz tego, dwukrotnie zdobył medale srebrne: w latach 2001 (za Aleksandyrem Dełczewem) oraz 2004 (za Iwanem Czeparinowem). W latach 1996–2004 trzykrotnie reprezentował barwy Bułgarii na szachowych olimpiadach oraz dwukrotnie (2003, 2007) na drużynowych mistrzostwach Europy.
Zwyciężył bądź podzielił I miejsca w wielu międzynarodowych turniejach (przede wszystkim otwartych), m.in. w Albenie (1992), Pawlikeni (1994), Chambéry (1996), Star Dojran (1996), Paryżu (1997), Saint-Affrique (1998), Cutro (1998, 2001), Porto San Giorgio (2000, 2003), Imperii (2001), Val Thorens (2001, 2004), Reggio Emilia (2001/02), Balatonlelle (2002, 2003), Agde (2002), La Rodzie (2004), Genui (2005), Słonecznym Brzegu (2005 i 2006) oraz Rijece (2007).
Najwyższy ranking w dotychczasowej karierze osiągnął 1 lipca 2010, z wynikiem 2613 punktów zajmował wówczas 5. miejsce wśród bułgarskich szachistów.